# Nässjö pastorat
Nässjö pastorat är ett pastorat i Södra Vätterbygdens kontrakt i Växjö stift i Nässjö kommun i Jönköpings län. 
Pastoratet bildades 2014 av Nässjö församling samt församlingarna i pastoraten:
- Norra Sandsjö pastorat
- Barkeryd-Forserums pastorat

Pastoratet består av samtliga församlingar inom Nässjö kommun utom Norra Solberga-Flisby församling:
- Almesåkra församling
- Barkeryd-Forserums församling
- Bringetofta församling
- Malmbäcks församling
- Norra Sandsjö församling
- Nässjö församling

Pastoratskod är 060614 (var före 2020 061210)